# 松平春香
松平 春香（まつだいら はるか、1996年3月5日 - ）は、日本の女優、舞台女優、声優。福岡県出身。劇団青年座所属
。

## 略歴
青年座研究所43期卒業。2019年4月に入団。

## 人物
特技は長距離走、テニス。

## 出演

### テレビドラマ
- 悪女（わる）〜働くのがカッコ悪いなんて誰が言った?〜（2022年、日本テレビ）

### 吹き替え

#### 映画
2019年
- ベスト・オブ・エネミーズ -価値ある闘い-

2020年
- オールド・ガード（ジェイ）

2021年
- インサイド（ビデオ女性）
- モキシー 〜私たちのムーブメント〜（アマヤ〈アンジェリカ・ワシントン〉）

2024年
- 死霊館のシスター 呪いの秘密（見習い修道女デブラ〈ストーム・リード〉）
- Lift/リフト

2025年
- キャプテン・アメリカ:ブレイブ・ニュー・ワールド（レイラ・テイラー〈ゾシャ・ロークモア〉）
- ミッション:インポッシブル/ファイナル・レコニング（コディアク〈ケイティ・オブライアン〉）
- スーパーマン（キンブル）
- アプレンティス:ドナルド・トランプの創り方

#### ドラマ
2021年
- 真相 - Truth Be Told シーズン2〜3（2021年 - 2023年、トリニ・キルブルー〈マイカラ・リー〉）
- THIS IS US/ディス・イズ・アス シーズン5〜6（2021年 - 2022年、大人のデジャ）

2022年
- サンドマン（2022年 - 2025年、ローズ・ウォーカー〈キョウ・ラー〉）
- BULL4 / ブル 法廷を操る男 #1

2025年
- キャシアン・アンドー シーズン2 #13〜15
- ランサム・キャニオン（エリー〈マリアンリー・テハダ〉）

### 舞台
- 明日（2022年、ツル子）
- 美しきものの伝説（2022年、女優C）
- 薔薇と海賊（2022年）
- 同盟通信（2023年-2025年、金子芳子）
- ケエツブロウよ―伊藤野枝ただいま帰省中（2024年、ツタ〈妹〉）
- 月の岬 （2024年）